# امیلی بئاتریس اپای
امیلی بئاتریس اپای (انگلیسی: Emilie Béatrice Epaye; ca. 1956 – ) سیاستمدار اهل جمهوری آفریقای مرکزی بود.
وی همچنین برندهٔ جوایزی همچون جایزه بین‌المللی زنان شجاع شده‌است.